# Мугам 2005
«Мугам 2005» — первый телевизионный конкурс молодых исполнителей азербайджанских мугамов, который проводился независимым телеканалом «Space» и был посвящён 120-летию со дня рождения выдающегося азербайджанского композитора Узеира Гаджибекова. Проект был реализован при поддержке «Фонда Гейдара Алиева» и «Фонда друзей азербайджанской культуры».

## Участники
На предварительном отборе были прослушаны более 500 претендентов со всех концов Азербайджана. Непосредственно на конкурс были отобраны 12 ханенде (Бабек Нифталиев, Вафа Оруджева, Илькин Ахмедов, Тейяр Байрамов, Гочаг Аскеров, Эльнур Зейналов, Эльшад Айдыноглу, Перваз Ибрагимли, Зульфия Мамедова, Айтен Магеррамова, Бейимханум Мирзаева и Гюльнар Исаева), которые в течение трех месяцев выступали перед телезрителями в прямой трансляции из Азербайджанской Государственной Филармонии имени Муслима Магомаева. Финал прошел 10 июня 2005 года.

## Члены жюри
В члены жюри конкурса входили видные деятели культуры Азербайджана — народные артисты Ариф Бабаев, Агахан Абдуллаев, Рамиз Гулиев, Мансум Ибрагимов, Мохлят Муслюмов, секретарь Союза композиторов Азербайджана, доктор искусствоведения, профессор Рамиз Зохрабов и поэт-физуливед Хаким Ганини. Исполнительным директором проекта «Телевизионный конкурс мугама» был заслуженный деятель искусств Азербайджана Надир Ахундов.

## Итоги конкурса
- 1 место и приз в 2000 манат завоевал Тейяр Байрамов.
- 2 место и приз в 1500 манат завоевал Илькин Ахмедов.
- 3 место и приз в 1000 манат завоевал Бабек Нифталиев.

Все 3 лауреата, а также остальные 9 участников финального конкурса, были награждены дипломами, ценными подарками и денежной премией в 500 манат. С участием победителей и лауреатов конкурса прошли концерты в азербайджанских городах Шемахы, Ленкорань, Габала, Гянджа, Евлах, Сумгаит, а также в Абшеронском и Азизбековских районах.